# Rufus Jones (Mystiker)

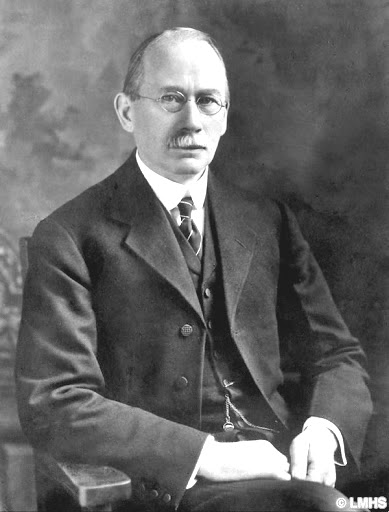
Rufus Jones

Rufus Matthew Jones (* 25. Januar 1863; † 16. Juni 1948) war ein amerikanischer Autor, College-Professor, Mystiker, Philosoph und Quäker. Von 1934 bis 1944 leitete er das American Friends Service Committee.

## Werke
- Practical Christianity. 1899.
- Social law in the spiritual world; studies in human and divine inter-relationship. 1904.
- The double search: studies in atonement and prayer. 1906.
- The Abundant Life. 1908.
- Studies in mystical religion. 1909 (mehrfache Reprints, zuletzt 2004).
- The Inner Life. 1916.
- A Service of Love in War Time: American Friends Relief Work in Europe, 1917-1919. 1920.
- Spiritual Energies in Daily Life. 1922.
- The Faith and Practice of the Quakers. 1927.
- The New Quest. MacMillan, New York 1928.
- Pathways to the Reality of God. 1931.
- Mystical Experience. In: The Atlantic Monthly. Mai 1942.